# Carlos Gorostiza
Carlos Gorostiza Rodríguez (prononcé en espagnol : [ˈkaɾloz ɣoɾosˈtisa roˈðɾiɣes], né le 7 juin 1920 et mort le 19 juillet 2016) est un dramaturge, directeur de théâtre et écrivain argentin. Il a notamment été secrétaire de la culture (en) entre 1983 et 1986.

## Biographie
Carlos Gorostiza naît de parents basques (en) dans le quartier Palermo de Buenos Aires. Son frère et lui vivent une enfance heureuse jusqu'à ce que leur père Fermín Gorostiza quitte la famille en 1926. En 1931, leur mère se remarie et a une fille, María Esther, qui deviendra actrice sous le pseudonyme Analía Gadé.
Le beau-père de Gorostiza est un dramaturge et il l'initie au théâtre. En 1943, Gorostiza présente sa première œuvre : La clave encantada (La Clé enchantée), une pièce de théâtre de marionnettes. Cela lui permet d'ouvrir son propre théâtre de marionnettes, La Estrella Grande (Grande étoile). À la même époque, il fréquente le théâtre Máscara, où il jouera le personnage de Créon dans leur adaptation de la pièce Antigone. Encouragé par des amis, Gorostiza présente, en 1949, sa première pièce, El puente (Le Pont), au Máscara Theatre. Reprise par Armando Discépolo, El puente sera adapté au cinéma en 1950.
Après le succès de El puente, Gorostiza revient au théâtre et rédigera le scénario de Marta Ferrari de Julio Saraceni (es) (1954). En 1960, il remporte un prix qui lui vaut une invitation à l'université centrale du Venezuela. Il y enseigne et en profite pour co-écrire Los Caobos avec Juana Sujo (es). De retour en Argentine en 1964, il continue d'enseigner, cette fois à l'université de Buenos Aires. En 1966, il écrit et met en scène la pièce Les Voisins, inspirée du meurtre de Kitty Genovese.
Principalement occupé par l'enseignement, Gorostiza ne produit que deux nouvelles pièces la décennie suivante. Los cuartos oscuros, un roman publié au début de 1976, lui vaut le grand prix national de littérature. La parution se produit à la même époque que le coup d'État menant à la dictature militaire argentine. Gorostiza perd son poste d'enseignant à l'université. En 1978, il publie Los hermanos queridos (Chers frères), une critique subtile du climat de peur de l'époque.
En 1980, un certain relâchement de la censure amène Osvaldo Dragún à former un partenariat avec Gorostiza, Roberto Cossa, Pepe Soriano et d'autres pour former le Teatro Abierto Argentino. Après avoir converti une ancienne usine de bougies d'allumage dans le district de Balvanera, le groupe y tient un festival en juillet 1981 pour lancer leurs travaux, dont El acompañamiento (L'Entourage) de Gorostiza. Le succès du festival est refroidi une semaine plus tard par un incendie criminel du théâtre, qui ne sera rouvert qu'en 2001.